# Wie
Wie is een buurtschap in de gemeente Noardeast-Fryslân, in de Nederlandse provincie Friesland. Wie ligt ten westen van Oosternijkerk, ten zuidoosten van Wierum en ten zuidwesten van Nes. De buurtschap bestaat uit een drietal huizen/boerderijen aan de Wiesterwei tussen de N358 en het dorp Nes. 

## Geschiedenis
De buurtschap werd in de 14e eeuw vermeld als Norther Hee, in 1439 als Hwe, in 1448 als Weye, in 1511 als Hwee en Huwee en in 1718 als Wie. De afkomst van de naam is onduidelijk. Het kan een verbastering zijn van wier, maar de oudere plaatsnamen duiden daar niet op. Een andere verklaring is een ankerplaats was, van de gereconstrueerde benaming 'hede'.
Voor de gemeentelijke herindelingen in 1984 behoorde Wie tot de gemeente Oostdongeradeel, daarna tot de gemeente Dongeradeel, tot deze in 2018 opging in de gemeente Noardeast-Fryslân.
Steden, dorpen en gehuchten: Aalsum · Anjum · Augsbuurt · Birdaard · Blija · Bornwird · Brantgum · Burum · Dokkum · Ee · Engwierum · Ferwerd · Foudgum · Genum · Hallum · Hantum · Hantumeruitburen · Hantumhuizen · Hiaure · Hogebeintum · Holwerd · Janum · Jislum · Jouswier · Kollum · Kollumerpomp · Kollumerzwaag · Lichtaard · Lioessens · Marrum · Metslawier · Munnekezijl · Moddergat · Morra · Nes · Niawier · Oosternijkerk · Oostmahorn · Oostrum · Oudwoude · Paesens · Raard · Reitsum · Ternaard · Triemen · Veenklooster · Waaxens · Wanswerd · Warfstermolen · Westergeest · Wetsens · Wierum · Zwagerbosch

Buurtschappen: Abbewier · Bartlehiem (deels) · Beintemahuis · Betterwird · Bollingawier · Bonte Hond · Bornwirdhuizen · Boteburen · Brandeburen · De Dellen · De Keegen · De Kolk · De Leegte · De Rijp · De Wirden · De Schans · Dijkshorne · Dokkumer Nieuwe Zijlen · Drieboerehuizen · Ezumazijl · Groot Medhuizen · Halfweg · Hallumerhoek · Hanenburg · Hantumerhoek · Huis ter Noord · Kettingwier · Klein Medhuizen · Kletterbuurt · Kollumeroudzijl · Krabburen · Laagland · Lutkewier · Molenbuurt · Nieuwland · Oudeterp · Oudwouderzijlen · Reidswal · Scharnehuizen · Stiem · Teerd · Teijeburen · Tergracht (deels) · Ter Lune · Tibma · Tilburen · Tiltjeburen · Vaardeburen · Veldburen · Vijfhuizen (Hallum) · Vijfhuizen (Ternaard) · Visbuurt · Weerdeburen · Westerburen · Westernijkerk · Wie · Wijgeest · Zevenhuizen

Streken: 't Schoor · Galilea · It Paradyske · Lutkelaard · Sibrandahuis · Steenharst · Steenvak · Wildpad (deels) · Zandbulten · Zwagerveen

Friesland: Steden en dorpen      Nederland: Provincies · Gemeenten